# 托尼·希门尼斯
托尼·希门尼斯（西班牙語：Toni Jiménez，1970年10月12日—），西班牙男子足球运动员，司职守门员。他曾代表西班牙国奥队参加1992年夏季奥林匹克运动会足球比赛，获得一枚金牌。